# Phoebe wightii
Phoebe wightii är en lagerväxtart som beskrevs av Carl Daniel Friedrich Meisner. Phoebe wightii ingår i släktet Phoebe och familjen lagerväxter. Inga underarter finns listade i Catalogue of Life.